# Avenida Marechal Gomes da Costa (Lissabon)
Die Avenida Marechal Gomes da Costa ist eine Hauptverkehrsstraße im nordöstlichen Stadtbereich der portugiesischen Hauptstadt Lissabon. Sie führt vom Cabo Ruivo in nordwestlicher Richtung zur Praça do Aeroporto am Flughafen Portela. Auf einem großen Teil ihres Verlaufs bildet sie die Grenze zwischen den Stadtgemeinden Marvila und Olivais. Benannt wurde sie nach dem portugiesischen General und Ministerpräsidenten Manuel Gomes da Costa (1863–1929).

## Geschichte
Die Avenida ist Teil eines übergeordneten Straßensystems und wurde als Ableitung von der 2ª Circular gebaut. Der Arm zweigt in Höhe des Flughafens nach Südosten ab und führt in gerader Straßenführung zum Cabo Ruivo, wo er nach Süden abknickt und in die Rua Cintura do Porto de Lisboa übergeht. Die Querung der Avenida Infante D. Henrique ist seit Inbetriebnahme des Túnel do Baptista Russo im Dezember 2005 kreuzungsfrei.
Im Volksmund wurde die Straße Avenida do Cabo Ruivo genannt. Auf Vorschlag der Liga dos Combatentes da Grande Guerra und Carlos da Costa, dem Sohn des Geehrten, wurde die Straße per Erlass der Câmara Municipal von Lissabon am 27. Mai 1966 nach Marschall Manuel Gomes da Costa, von 17. Juni bis 9. Juli 1926 portugiesischer Ministerpräsident, benannt.

## Bauten
Das Straßenbild ist insbesondere im mittleren und südlichen Bereich von Industriebauten geprägt. Der staatliche Fernsehsender RTP hat hier seinen Sitz, auch die Gebäude der Universidade Independente befanden sich hier.